# Balingkar (schip, 1921)
De Balingkar was een Nederlands stoomvrachtschip van 6.318 ton, dat in de Tweede Wereldoorlog door een Duitse onderzeeboot tot zinken werd gebracht.

## Geschiedenis
Het schip kwam in december 1921 onder de naam Werdenfels gereed op de scheepswerf van AG Weser, Bremen voor het Deutsche Dampfschiffahrt Gesellschaft 'Hansa', Bremen. Op 10 mei 1940 werd het schip door Nederland in beslag genomen in Sabang, in Indonesië, en herdoopt als Balingkar, dit als gevolg van de Duitse invasie in België, Luxemburg, Nederland en Frankrijk in de beginperiode van de Tweede Wereldoorlog. De eigenaar was NV Stoomvaart Mij. 'Nederland', Amsterdam, met Batavia, Nederlands-Indië, als thuishaven.

## Konvooi SL-118
Ze was vertrokken vanuit Maputo, in Mozambique, naar Freetown, Sierra Leone, waar ze op 4 augustus 1942 in konvooi SL-118 werd ingedeeld. Samen met het konvooi vertrok de Balingkar naar Liverpool met 93 bemanningsleden aan boord. De kapitein was M. B. H. Cornelissen. De vracht bestond uit een algemene lading, waaronder rubber, thee, zaden, koper en katoen.

## De ondergang
De ondergang van de Balingkar begon omstreeks 18.52 uur op 18 augustus 1942, toen de U-214 van Günther Reeder vier torpedo's lanceerde naar konvooi SL-118. Reeder noteerde de ontploffingen na 2 min. 27 s, 3 min. 10 s, 4 min. 31 s en 4 min. 37 s en hoorde drie schepen na de torpedotreffers wegzinken. Reeder beweerde dat het tonnage van de vier schepen ong. 20.000 brt bedroeg. Inderdaad beschadigde een torpedo HMS Cheshire (F 18), en liet hij het vrachtschip Hatarana tot zinken brengen. Twee torpedo's deden het Nederlandse vrachtschip Balingkar zinken op positie 41°34’ N. en 19°49’ W. op 320 zeemijl ten noordoosten van de Azoren.
De Balingkar werd aan bakboord ter hoogte van de commandobrug getroffen en zonk na 15 minuten. De Nederlandse bemanning, waaronder ook laskaren (een aanduiding voor Aziatische zeelieden), verlieten het schip in drie reddingssloepen en werden door twee schepen opgepikt. Een laskaar (inheems matroos) stierf toen hij net op het reddingsschip werd gebracht, terwijl een andere aan zijn verwondingen stierf, toen hij met het schip onderweg was naar Freetown.